# Уилкс, Чарлз
Чарлз Уи́лкс (англ. Charles Wilkes, 3 апреля 1798, Нью-Йорк — 8 февраля 1877, Вашингтон (округ Колумбия)) — американский морской офицер и исследователь. Руководил Американской исследовательской экспедицией в 1838—1842 годах. Стал участником дипломатического конфликта между США и Великобританией в 1861 году, связанного с захватом почтового парома Trent.

## Биография

### Детство, начало карьеры (1798—1826)
Чарлз Уилкс родился 3 апреля 1798 года, в Нью-Йорке. Сын Джона де Понтье (John De Ponthieu) и Мэри Сетон Уилкс (Mary Seton Wilkes). Был внучатым племянником знаменитейшего лондонского радикала Джона Уилкса. Мать Чарлза умерла, когда ему было три года. С 1802 года он воспитывался своей тёткой, обращённой католичкой Елизаветой Анной Сетон, первой родившейся в США женщиной, которая была канонизирована католической церковью. Когда Елизавета в 1803 году овдовела, оставшись с пятью детьми на руках, Чарлз был отправлен в интернат, после которого он поступает в Колумбийский колледж (ныне Колумбийский университет).
Получив хорошие знания по математике и навигации с 1815 по 1817 год плавал на торговых судах. 1 января 1818 года поступает на службу в ВМС США в звании гардемарина. Начал обучение на линейном кораблее «Индепенденс», затем на фрегате «Гуирьер» совершает круиз по Балтике и Средиземному морю. После двухмесячной службы на корабле «Вашингтон» (март-май 1821), получает назначение на линейный корабль «Франклин», на котором отправляется в путешествие по Южной Америке. Во время этой поездки Уилкс короткое время командует посыльным судном «Франклина» — «Уотервич», после чего, 3 марта 1823 года ему поручают взять под командование торговое судно «Окейн», на время его следования в Бостон. Прибыв в Бостон 15 октября, он пишет рапорт в Вашингтон, в котором говорит, что готов к выполнению своего долга на военно-полевом суде над капитаном Стюартом, его бывшим командиром с «Франклина».

### Начало исследовательской деятельности, картографический департамент (1826—1838)
16 апреля 1826 года Уилкс женится на Джейн Джеффри Ренуик (Jane Jeffrey Renwick). В этом браке у него родилось четверо детей: Джон (1827—1908), Джейн (1829 — ?), Эдмунд (1832—1854) и Элиза (1838—-1908). 28 апреля 1826 года Уилкс был произведён в лейтенанты. В марте 1827 года он подаёт просьбу о переводе на гидрографическую службу, однако в июле 1828 отзывает своё прошение, приняв предложение участвовать в подготовке Национальной научно-исследовательской экспедиции. Так он впервые сталкивается с путешествием, которое впоследствии прославит его на весь мир. Тогда Уилкс ещё не подозревал, что подготовка этого плавания растянется почти на 10 лет и, в конце концов, он не просто примет в нём участие, но и возглавит его. Этой же осенью его перевели в Нью-Йорк, где он занимался обеспечением экспедиции инструментами.
В апреле 1830 года Уилкс возвращается на морскую службу. Получив назначение на шлюп «Бостон», он совершает на нём плавание по Средиземному морю. 15 ноября того же года его переводят на судно «Фэрфилд». Уилкс прослужил на нём до мая 1831 года, после чего был отправлен домой ожидать дальнейших распоряжений. В октябре 1832 года возвращается к активной работе в составе команды, занимавшейся составлением карты залива Наррагансетт. В этот период Уилкс познакомился с основателем Береговой геодезической службы США (U.S. Coast Survey) Фердинандом Рудольфом Хасслером (Ferdinand Rudolph Hassler), у которого многому научился. В феврале 1833 года Уилкс возглавил Картографический департамент ВМС (Depot of Charts and Instruments). В августе 1836 года во главе комиссии отправляется в Европу, чтобы приобрести научные приборы для Национальной научно-исследовательской экспедиции. В марте 1837 года Уилкс получил предложение Министра ВМС Малона Дикерсона (Mahlon Dickerson) занять пост в астрономическом ведомстве. Осенью того же года участвовал в океанографических съёмках побережья Южной Каролины.

### Национальная научно-исследовательская экспедиция (1838—1842)
В первой трети XIX века у США, едва оправившихся от войны с Англией, было слишком много экономических и социальных проблем, чтобы сосредоточиться на таких отвлечённых и затратных вещах как научные открытия. Наука была в основном уделом любителей, занимавшихся ей на досуге за свой собственный счёт. Однако уже к началу 1830-х годов в стране назревает необходимость в снаряжении большой научно-исследовательской экспедиции. Таким образом молодое амбициозное государство надеялось, по словам историка и биографа Натаниэля Филбрика «усеять своими флагами весь мир» , в буквальном смысле расширить свои границы. Дипломатическое присутствие на всей территории Тихого океана поднимало престиж страны на международной арене. К тому же такое предприятие должно было принести мировую славу американской науке и поставить США в один ряд с другими научно развитыми державами. С другой стороны на территории самих США было достаточно много неисследованных мест, требовавших изучения, а торговцам и китобоям необходимы были карты морских маршрутов.